# Horochiwske (Baschtanka)
Horochiwske (ukrainisch Горохівське; russisch Гороховское/Gorochowskoje) ist ein Dorf im Süden der Ukraine, etwa 54 Kilometer östlich der Oblasthauptstadt Mykolajiw westlich der Bahnstrecke Cherson–Dnipro gelegen.
Der Ort wurde offiziell 1907 gegründet, der Ort ist landwirtschaftlich geprägt.
Im März 2022 wurde das Dorf in Folge des russischen Überfalls auf die Ukraine von russischen Truppen besetzt, im Zuge der ukrainischen Gegenoffensive wurde der Ort im September 2022 wieder durch ukrainische Truppen befreit.

## Verwaltungsgliederung
Am 31. Mai 2018 wurde das Dorf zum Zentrum der neugegründeten Landgemeinde Horochiwske (Горохівська сільська громада/Horochiwska silska hromada). Zu dieser zählten auch noch die 11 in der untenstehenden Tabelle aufgelisteten  Dörfer sowie die Ansiedlungen Halahaniwka, Sadowe und Switla Datscha, bis dahin bildete es zusammen mit den Dörfern Nowyj Schljach, Welykopillja und Welykopillja sowie der Ansiedlung Sadowe die gleichnamige Landratsgemeinde Horochiwske (Горохівська сільська рада/Horochiwska silska rada) im Süden des Rajons Snihuriwka.
Am 12. Juni 2020 kamen noch die Dörfer Lymanzi, Mychajliwka, Nowotymofijiwka und Oleksandriwka zum Gemeindegebiet.
Am 17. Juli 2020 kam es im Zuge einer großen Rajonsreform zum Anschluss des Rajonsgebietes an den Rajon Baschtanka.
Folgende Orte sind neben dem Hauptort Horochiwske Teil der Gemeinde:
| Name                     | Name               | Name                                    |
| ukrainisch transkribiert | ukrainisch         | russisch                                |
| ------------------------ | ------------------ | --------------------------------------- |
| Baratiwka                | Баратівка          | Баратовка (Baratowka)                   |
| Hretschaniwka            | Гречанівка         | Гречановка (Gretschanowka)              |
| Huljajhorodok            | Гуляйгородок       | Гуляйгородок (Guljaigorodok)            |
| Halahaniwka              | Галаганівка        | Галагановка (Galaganowka)               |
| Lymanzi                  | Лиманці            | Лиманцы (Limanzy)                       |
| Mychajliwka              | Михайлівка         | Михайловка (Michailowka)                |
| Nowyj Schljach           | Новий Шлях         | Новый Шлях (Nowy Schljach)              |
| Nowosofijiwka            | Новософіївка       | Новософиевка (Nowosofijewka)            |
| Nowotymofijiwka          | Новотимофіївка     | Новотимофеевка (Nowotimofejewka)        |
| Oleksandriwka            | Олександрівка      | Александровка (Aleksandrowka)           |
| Petropawliwske           | Петропавлівське    | Петропавловское (Petropawlowskoje)      |
| Promin                   | Промінь            | Проминь                                 |
| Romanowo-Bulhakowe       | Романово-Булгакове | Романово-Булгаково (Romanowo-Bulgakowo) |
| Sadowe                   | Садове             | Садовое (Sadowoje)                      |
| Suwore                   | Суворе             | Суворое (Suworoje)                      |
| Switla Datscha           | Світла Дача        | Светлая Дача (Swetlaja Datscha)         |
| Welkopillja              | Великопілля        | Великополье (Welikopolje)               |
| Wynohradne               | Виноградне         | Виноградное (Winogradnoje)              |